# Zara (Awdhali)
Zara és una ciutat del Iemen a la governació d'Abyan, amb uns dos mil habitants.
Durant el protectorat britànic fou residència del tribunal islàmic o tribunal de la xara del soldanat awdhali. El sultà, que residia a Lodar o Lawdar (Al-Ghudr) i va fixar la residència vers el 1959 quan va esdevenir membre fundador de la Federació d'Emirats Àrabs del Sud, fins que l'estat va desaparèixer el 1967. Del 1967 al 1990 fou part de la muhafazah III (governació III).